# Monodora brevipes
Monodora brevipes Benth. – gatunek rośliny z rodziny flaszowcowatych (Annonaceae Juss.). Występuje naturalnie w Gwinei, Sierra Leone, Liberii, Wybrzeżu Kości Słoniowej, Ghanie, Beninie, południowej Nigerii, w Kamerunie, Gwinei Równikowej oraz na Wyspach Świętego Tomasza i Książęcej. 

## Morfologia
LiścieMają kształt od podłużnego do odwrotnie owalnego. Mierzą 15–30 cm długości oraz 7–12 cm szerokości. Nasada liścia jest rozwarta. Blaszka liściowa jest o krótko spiczastym wierzchołku.
KwiatyDziałki kielicha mają okrągły kształt i dorastają do 10 mm długości. Płatki zewnętrzne mają żółtą barwę i osiągają do 45 mm długości, natomiast wewnętrzne są większe.
OwoceMają kulisty kształt. Osiągają 7,5 cm średnicy.
Gatunki podobneRoślina jest podobna do gatunku M. myristica.

## Biologia i ekologia
Rośnie w lasach.